# ميهارو
ميهارو  هي بلدية في اليابان، وبلدة في اليابان، تقع في فوكوشيما، بلغ عدد سكانها 17,831  نسمة وذلك حسب إحصائيات سنة 2018، تبلغ مساحتها 72.76 كيلومتر مربع.